# Appio Claudio Crasso Inregillense Sabino
Appio Claudio Crasso Inregillense Sabino (latino: Appius Claudius Crassus Regillensis Sabinus) (510 a.C. circa – Roma, 449 a.C.) è stato un politico romano.

## Biografia

### Consolato
Fu eletto console con Tito Genucio Augurino nel 451 a.C., anno in cui fu istituito il primo decemvirato; come compenso della perdita della carica consolare, Appio fu designato come membro del decemvirato.

### Primo decemvirato
Fece parte del primo decemvirato nel 451 a.C., che aveva il compito di riscrivere le leggi dell'ordinamento romano. Come gli altri componenti, oltre a contribuire alla stesura di quelle che sarebbero diventate le Leggi delle XII tavole, amministrò la giustizia della città, con grande soddisfazione di tutti i cittadini, tanto che i romani decisero di riproporre il decemvirato anche per l'anno successivo.

### Secondo decemvirato
Appio Claudio fu l'unico ad essere rieletto anche nel secondo decemvirato, caratterizzato però da un comportamento autoritario ed anti-plebeo, e infine apertamente sovversivo: dopo aver emanato le leggi contenute nelle XII tavole, e quindi aver adempiuto ai compiti per cui erano stati eletti, i decemviri non indissero nuove elezioni, come avrebbero dovuto, ma mantennero la loro carica.
(Tito Livio, Ab Urbe condita, III, 37)
(Tito Livio, Ab Urbe condita, III, 38)
In quel frangente, i Sabini e gli Equi, convinti di poter approfittare dei dissidi interni a Roma, tornarono a razziare le campagne romane i primi, e quelle tuscolane i secondi. I decemviri allora si videro costretti a convocare il Senato per approntare le necessarie azioni belliche.
La riunione fu molto contrastata per la convinzione dei senatori del comportamento illegale dei decemviri, che avrebbero dovuto dimettersi al termine del proprio mandato, tanto che molti senatori, prendendo la parola, si rivolgevano ai decemviri come questi fossero privati cittadini e non magistrati romani. Sfruttando però l'astio dei senatori per il tribunato della plebe, che avrebbe dovuto essere ripristinato al pari del consolato, i decemviri riuscirono ad ottenere dall'assemblea l'indizione delle leva militare, che permise la costituzione di due eserciti, inviati a fronteggiare i Sabini e gli Equi.
Mentre gli otto decemviri designati conducevano i due eserciti nella campagna bellica, ad Appio Claudio e Spurio Oppio Cornicene fu affidata la difesa della città. A questo punto si inseriscono gli avvenimenti legati a Lucio Siccio Dentato e Verginia, che portarono all'aperta ribellione dei plebei, che minacciando la secessione da Roma, ottennero dai senatori la decadenza dei decemviri e la ricostituzione delle magistrature ordinarie, consolato e tribunato della plebe.

#### Verginia
Nella vicenda che portò all'uccisione di Verginia per mano del padre Lucio Verginio, Appio Claudio rivestì il ruolo negativo del potente, innamorato di una virtuosa fanciulla plebea, e anzi egli non avrebbe esitato a utilizzare le proprie prerogative pubbliche per appagare la sua lascivia.
Il complotto ordito da Appio Claudio per possedere la ragazza, facendola passare per schiava di un proprio cliente pur di sottrarla alla potestà legale del padre, si concluse con la rinuncia dei decemviri alla propria autorità e al ripristino delle magistrature ordinarie, quale prezzo perché i plebei rinunciassero ai propositi di secessione da Roma.

### La morte
Dopo la caduta dei decemviri, ristabilite le prerogative dei tribuni della plebe dai consoli Lucio Valerio Potito e Marco Orazio Barbato, Appio Claudio fu accusato da Lucio Virginio, primo degli eletti tra i tribuni, per aver falsamente accusato una cittadina romana, la figlia Virginia, di essere una schiava.
Nonostante gli interventi dei familiari che cercarono di intercedere per Appio Claudio presso la plebe, e nonostante lo stesso Appio volesse far ricorso al diritto di appello (che lui invece aveva negato quando era in carica come decemviro), Lucio Virginio mantenne viva la memoria dei torti subiti, personalmente ma anche dalla plebe di Roma, ed ottenne che Appio Claudio fosse tradotto in carcere, dove si suicidò non volendo attendere il giudizio.